# Clairvaux-i ciszterci apátság

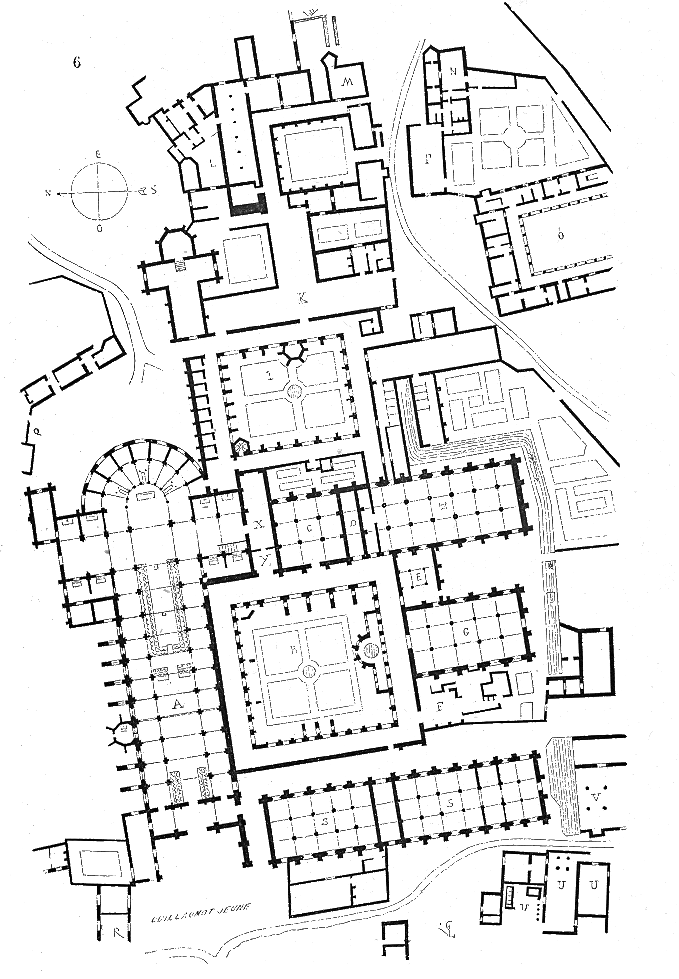
A kolostor alaprajza.

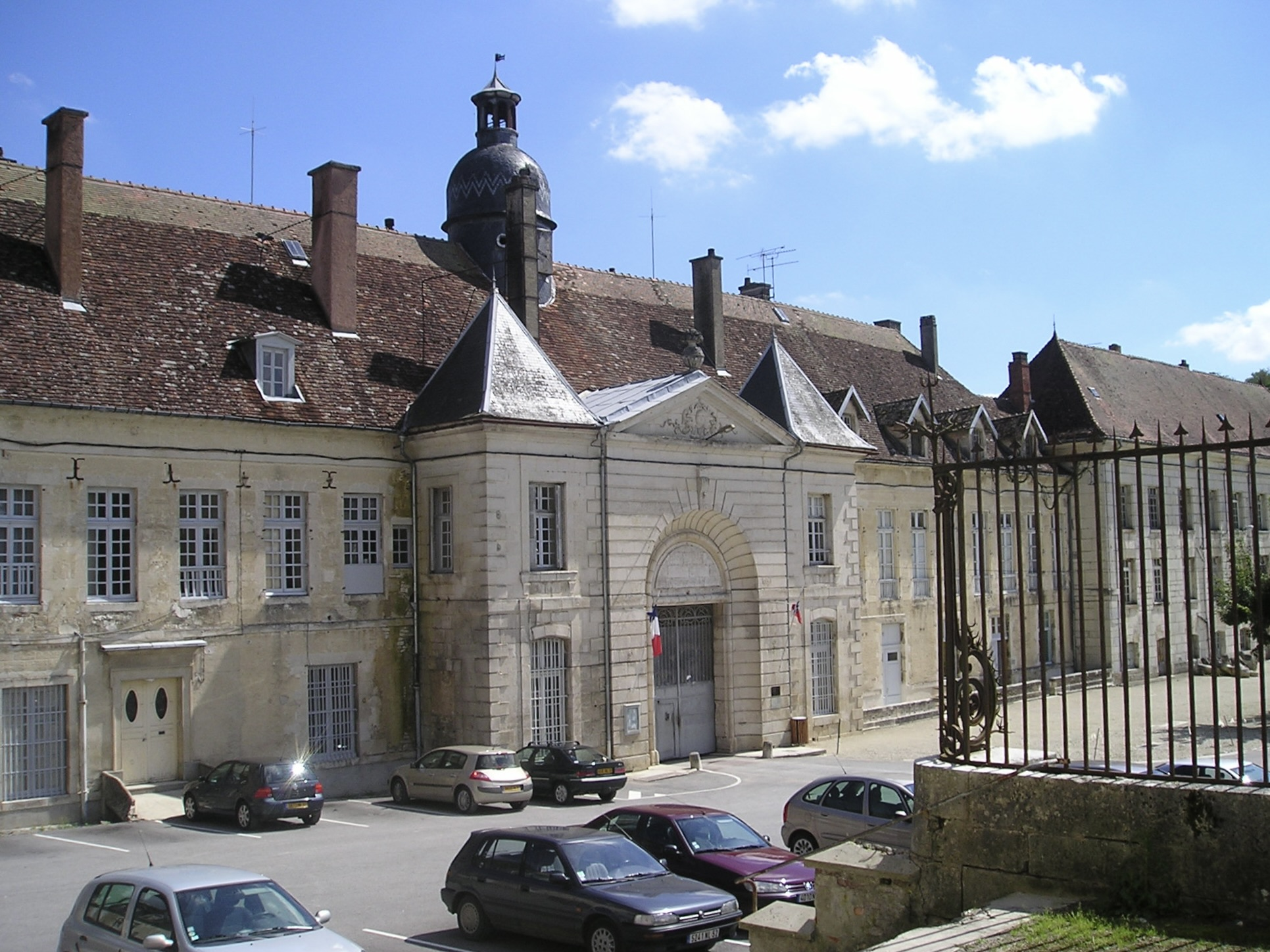
A kolostor ma.

A Clairvauxi ciszterci apátság (latinul Claravallis, franciául Abbaye de Clairvaux) ciszterci kolostor, amit Clairvaux-i Szent Bernát hozott létre a Cîteauxi apátság fiókegyházaként Champagneban, Dijontól 100 km-re, északra. 1115-ben érkezett ide tizenkét szerzetessel. Az új kolostor rövidesen önállósult a Harding Szent István vezette Cîteauxtól és rövidesen apátságok tucatjait kezdte létrehozni nemcsak Franciaországban, hanem a környező országokban, a skandináv területeken és Magyarországon. 1147-ben még Bernát életében Heiligenkreuzból érkeztek szerzetesek először magyar területre, akik Clairvauxból származtak, s a Tolna vármegyei Cikádoron, Bátaszék mellett alapítottak kolostort. Szintén Clairvaux filiájából, Aceyből kerültek ki a zirci apátság alapítói 1182-ben. 1183-ban a Trois Fontainesből érkeztek Szentgotthárdra szerzetesek, Clairvauxból pedig a Pilisbe is kerültek még, az abból kirajzók további két kolostort alapítottak.

Különösen szép példaként azonban mindenképp a szentgotthárdi ciszterci apátságot kell említeni a magyarországi telepítések viszonylatában.
1791-ben a Francia forradalom idején elvették és lerombolták, azóta ismét a ciszterek birtokában van.